# Prins Bajaja
Prins Bajaja (Tsjechisch: Bajaja) is een  Tsjecho-Slowaakse animatiefilm uit 1950 onder regie van Jiří Trnka. Hij won met deze film de hoofdprijs op het filmfestival van Locarno.

## Verhaal
Bajaja is een boer, die wordt beschermd door de geest van zijn overleden moeder. In het paleis van de koning vermaakt hij de drie prinsessen. Hij ontdekt dat de prinsessen worden gekweld door boze geesten. Bajaja verlost hen van de geesten en gaat een gevecht aan met een schurk, die een van de prinsessen wil huwen. Hij kan bovendien de geest van zijn moeder bevrijden, die vastzit in het vagevuur.

## Animatie
| Acteur          | Personage   |
| --------------- | ----------- |
| Bretislav Pojar | Bajaja      |
| Jan Karpaš      | Prinsessen  |
| Bohuslav Šrámek | Schurk      |
| Zdenek Hrabe    | Koning      |
| Stanislav Látal | Hofnar      |
| František Braun | Schildknaap |